# Celempung

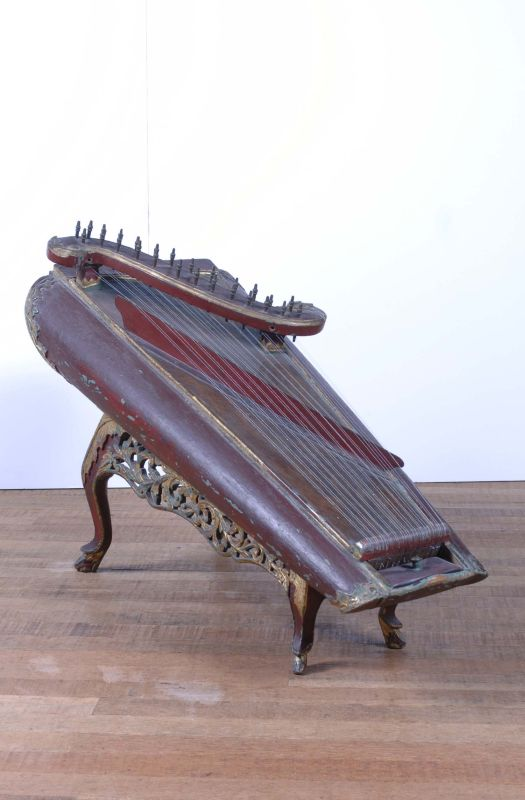
Celempung mit 13 Doppelsaiten, vor 1928

Celempung, auch chelempung, ist eine Kastenzither mit typischerweise zwölf Doppelsaiten, die auf der indonesischen Insel Java in den Provinzen Zentraljava und Westjava solistisch, zur Gesangsbegleitung und in kleinen Instrumentalensembles zur Unterhaltung gespielt wird. Ihre westjavanische (sundanesische) Entsprechung in dieser musikalischen Funktion ist die Kastenzither kacapi. Die celempung gehört auch zu einem größeren gamelan und zum sundanesischen Ensemble celempungan. Die eng verwandte, kleinere siter bildet das Hauptinstrument des Ensembles siteran, das sich in Spielweise und Repertoire an ein gamelan anlehnt.
Celempung steht auf Java auch für eine einfache Bambusröhrenzither mit zwei oder drei aus der Röhre geschnittenen (idiochorden) Saiten.

## Herkunft und Verbreitung
Zu den Lauteninstrumenten zählen in ihrer ältesten Form auf einigen indonesischen Inseln bootsförmige Lauten wie die hasapi auf Sumatra. Unter islamischem Kultureinfluss kamen etwa ab dem 15. Jahrhundert als gambus bekannte Lauten mit einem etwas breiterem Korpus hinzu. Eine weit verbreitete Gruppe von Streichinstrumenten sind die Stachelfideln, rebab, die auf Java und Bali die Hauptmelodie im gamelan spielen und ansonsten zur Gesangsbegleitung dienen. Der Name rebab, abgeleitet von persisch-arabisch rabāb, sagt nichts über Herkunft und Alter dieses indonesischen Instrumententyps aus.
Leiern sind in Indonesien unbekannt. Die indischen Einwanderer brachten in den ersten nachchristlichen Jahrhunderten eine Reihe von indischen Musikinstrumenten mit, von denen die meisten der als Abbildungen und in schriftlichen Quellen nachgewiesenen Instrumente heute nicht mehr gespielt werden. Reliefs am Borobudur (9. Jahrhundert) zeigen neben mehreren indischen Musikinstrumenten zwar Bogenharfen (altindische vina), aber die einzige neuzeitliche Harfe, von der um 1900 berichtet wurde (engkeratong bei den Iban auf Borneo) ist vermutlich verschwunden. Ebenso verschwunden sind indische Stabzithern mit den aus dem Sanskrit abgeleiteten Namen kinnaran (der kinnari vina entsprechend) und lawuwina („Kalebassen-vina“) sowie Lauten, die ebenfalls wina, ravanahattha oder kacapi genannt wurden. Auf den indischen Namen vina geht in Thailand die Stabzither phin phia zurück und kacapi hat sich in Sumatra regional als Synonym für die hasapi erhalten.

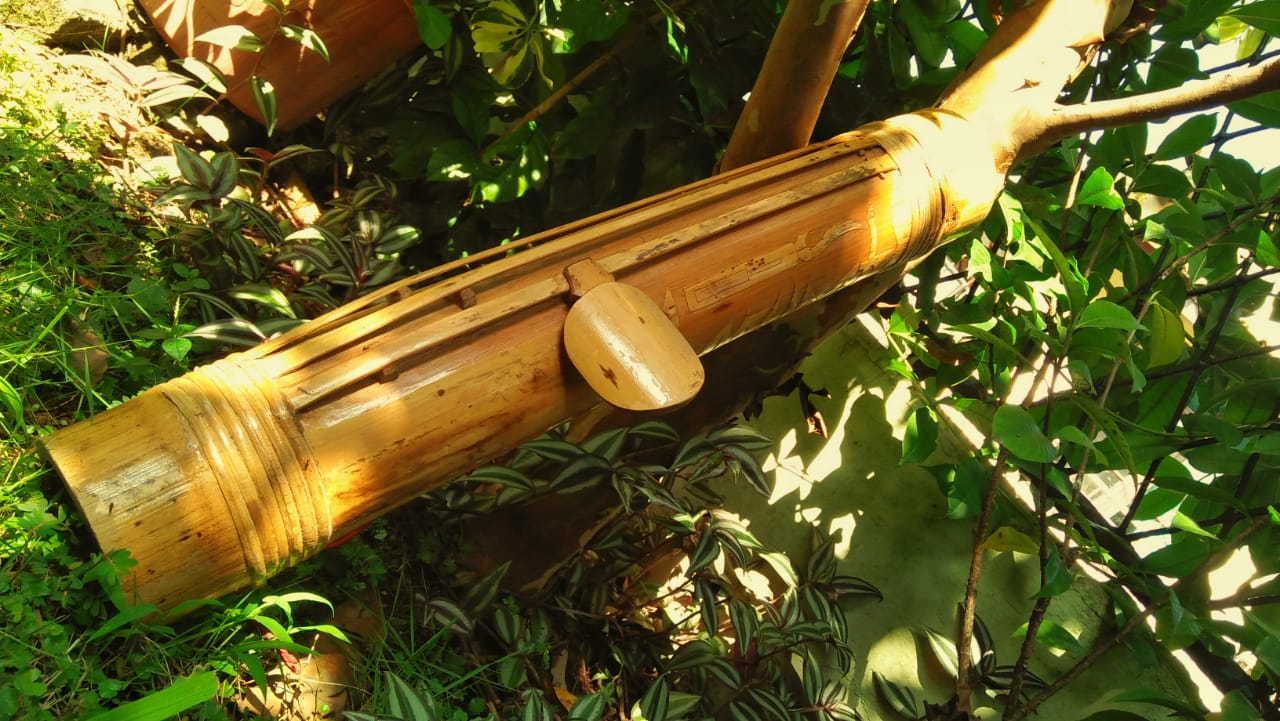
Sundanesische celempung tunggal mit drei Saiten

Unter den einheimischen Saiteninstrumenten der Malaiischen Inselwelt kommt die Gruppe der Zithern in besonders zahlreichen und teilweise auf einfachen Urformen basierenden Typen vor. Anfang des 20. Jahrhunderts wurde vereinzelt von Erdzithern in Sumatra und Sulawesi berichtet. Eine oder mehrere Saiten sind hierbei über eine als Resonanzraum dienende Grube gespannt. Noch heute auf vielen Inseln vorkommende Relikte einer vorkolonialen, regionalen Musikkultur sind idiochorde Röhrenzithern aus Bambus, zu denen die mit einem Stöckchen geschlagene einsaitige guntang auf Bali und die seltene javanische gumbeng gehören. Letztere wird noch in dem auf ein Dorf südöstlich von Yogyakarta begrenzten Musikstil rinding gumbeng gespielt. Die heterochorde sasando auf der Insel Roti ist eine der ausgereiftesten, indonesischen Bambusröhrenzithern. Eine Bambusröhrenzither ist auch aus Westjava bekannt. Sie heißt celempung bambu oder celempung tunggal (kurz celempung, wenn sie nicht von der Kastenzither abgegrenzt werden muss) und besitzt zwei oder drei idiochorde Saiten, die aus einer 80 bis 90 Zentimeter langen Bambusröhre herausgeschnitten wurden, deren Durchmesser 15 Zentimeter beträgt. Die Saiten werden mit an beiden Enden untergeschobenen Holzstückchen (pahul) gespannt und auf Abstand gebracht. Um die Saiten zu schlagen, verwendet man ein oder zwei Bambus- oder Holzstöckchen in einer Hand. Mit der anderen Handfläche schlägt der Musiker gegen das Röhrenende und erzeugt so einen dumpfen Trommelklang. Die Röhrenzither dient in Java in einem kleinen Ensemble als preisgünstige Alternative zur Röhrentrommel kendang und zum einzeln in einem Gestell liegenden Buckelgong ketuk, der als Taktgeber eingesetzt wird.
Zu den Kastenzithern, bei denen die Saiten parallel in Längsrichtung über die Decke eines ungefähr rechteckigen Resonanzkörpers verlaufen, gehören neben der celempung in Zentraljava die siter und in Westjava die kacapi. Die schmale, bootsförmige kacapi ist ein charakteristisches Instrument der sundanesischen Musik und kommt in der großen Variante (kacapi indung) als Gesangsbegleitung im Ensemble tembang Sunda vor, zusammen mit der Bambuslängsflöte suling, der zweisaitigen Stachelfiedel rebab und gelegentlich einer kleineren kacapi rincik. Die große kacapi heißt ihrer bootsförmigen Form entsprechend auch kacapi parahu. Ein Instrumentalensemble bestehend aus beiden kacapi und einer suling, das ein Klangbild wie tembang Sunda nur ohne Gesangsstimme erzeugt, ist das kacapi suling. In Westjava gibt es außerdem die zweisaitige Kastenhalslaute tarawangsa, deren Funktion im gamelan seit Anfang des 19. Jahrhunderts von der rebab übernommen wird. Die tarawangsa wird zusammen mit einer kacapi in einem für die sundanesische Kultur typischen, meditativen Stil gespielt, der zur rituellen Musik gehört, und ansonsten noch von der kleinen Ethnie der Baduy in Banten zusammen mit kacapi und suling zur Gesangsbegleitung verwendet.
Die kleine siter mit 12 bis 13 doppelchörigen Saiten ist in ganz Java verbreitet. In Zentral- und Ostjava kommt sie im gamelan zusammen mit der celempung oder als deren Ersatz vor, in Westjava tritt sie an die Stelle der größeren kacapi und wird dort solo, zusammen mit einer suling und gegebenenfalls mit einer Gesangsstimme gespielt.
Ein Relief am ostjavanischen Tempel (candi) Jago (nahe Malang) vom Ende des 13. Jahrhunderts zeigt Musikinstrumente, die bis zu dieser Zeit noch nicht aufgetaucht waren, darunter die kleine, bananenförmige Metallschlitztrommel kemanak, den hantelförmigen Doppelgong réyong und eine Brettzither, die ein Vorläufer der celempung sein könnte. Dieser Beleg einer Zither stammt aus der späten Phase der hindu-javanischen Reiche, bevor im 15. Jahrhundert der Islam an Bedeutung gewann. Vermutlich stellt die Abbildung eine rechteckige, flache Brettzither ohne Resonanzkörper dar. Der englische Forscher Thomas Stamford Raffles (1781–1826) bildet in The History of Java (1817) eine trapezförmige Brettzither ab, derer Saiten nicht wie bei der celempung zu Stimmwirbeln führen, die am oberen Ende, sondern seitlich am Saitenträger angebracht sind. Die Saiten führten also durch Bohrungen im Saitenträger nach unten und weiter zu den seitlichen Wirbeln, wie es bei der heutigen kacapi der Fall ist. Der Abbildung ist vor allem zu entnehmen, dass es Anfang des 19. Jahrhunderts noch keine Zither mit tiefem Korpus und Füßen gab und das indonesische Instrument den ostasiatischen Zithern ähnelte. Laut Jaap Kunst (1927) entstand die heutige Form der celempung mit Saitenbefestigungen an beiden Enden daher nach 1820 unter europäischem Einfluss. Die ostasiatischen Wölbbrettzithern (guzheng in China, koto in Japan, gayageum und ajaeng in Korea und đàn tranh in Vietnam) werden für mögliche Vorläufer der celempung gehalten.
Von den vier javanischen Saiteninstrumenten, die Anfang des 20. Jahrhunderts in Gebrauch waren, rebab, tarawangsa, kacapi und celempung, werden rebab und celempung in einer Fassung des Erzählzyklus um den mythischen Helden Panji erwähnt, der zur jüngeren javanischen Erzähltradition (gedog, im Unterschied zu purwa, den altindischen Epen) gehört. Da es sich vermutlich um eine spätere Bearbeitung handelt, ist auch dies nicht als Nachweis für eine länger zurückreichende Geschichte der celempung geeignet. Celempung ist ein onomatopoetisches Wort indonesischen Ursprungs.

## Bauform

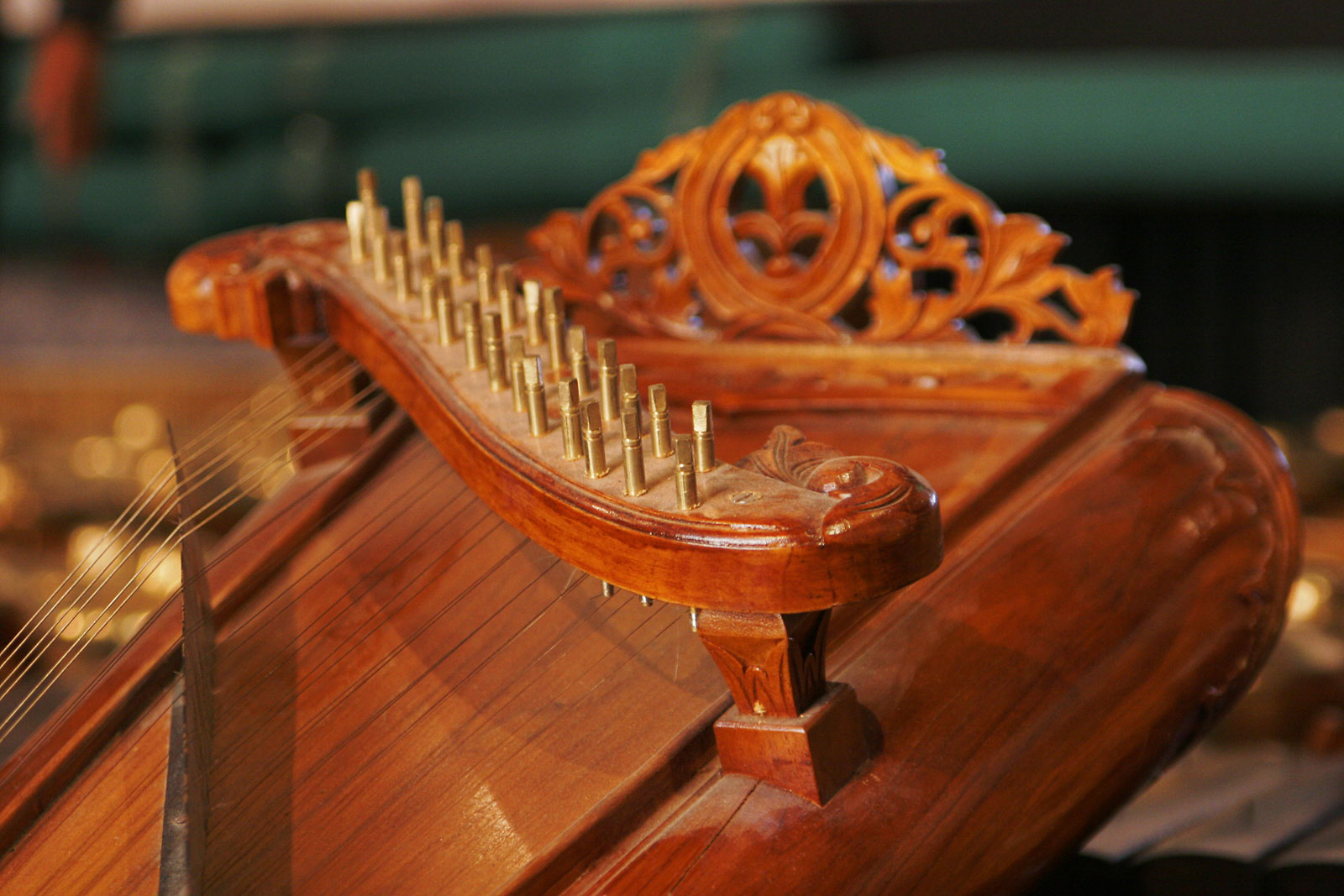
Messingwirbel

Der Korpus der celempung ist bootsförmig gerundet, in der Draufsicht trapezoid und wird in der Seitenansicht zum breiteren Ende hin tiefer. Die Länge beträgt ungefähr einen Meter. Die Längsseiten sind stark nach außen gebaucht und heben sich meist farblich von der aufgeleimten flachen Decke ab. Der Korpus ist häufig an den Kanten mit golden oder andersfarbig hervorgehobenen Schnitzereien verziert. Die 11 bis 14 Metallsaitenpaare führen an der Stirnseite des schmalen Endes von einem halbrunden Querstab als Sattel über einen mittig diagonal aufgestellten Steg aus Eisenblech bis zu einem schmalen, S-förmig geschwungenen Brett, das ebenfalls diagonal über den Saiten verläuft und mit Abstandshaltern an beiden Enden auf der Decke befestigt ist. In dieses ungewöhnliche Brett sind die Stimmwirbel eingesteckt, die Saiten werden am unten aus dem Brett herausragenden Ende der Wirbel aufgerollt.
Im Unterschied zu den Wölbbrettzithern, die beim Spiel waagrecht und quer vor dem Musiker liegen, wird die celempung so aufgestellt, dass die schmale Querseite zu dem mit gekreuzten Beinen am Boden sitzenden Musiker zeigt. Er zupft mit beiden Daumennägeln und dämpft bei Bedarf mit den Fingern andere Saiten von unten, damit sie nicht mitschwingen. Hierzu greift er mit den Händen von den Seiten in das nahe Ende der Saiten. Um die Spielposition zu verbessern, liegt die celempung in einem dem Musiker zugeneigten, schrägen Gestell, das aus einer Auflage und zwei kurzen Füßen am unteren, schmalen Ende und zwei längeren Füßen am breiten, oberen Ende besteht, wodurch sich ein Aufstellwinkel von ungefähr 30 Grad und eine Gesamthöhe von etwa 50 Zentimetern ergibt.
Der Tonumfang beträgt etwa zwei Oktaven. Die Saiten sind entweder auf pélog (theoretisch 7-stufige Skala) oder auf slendro (salendro, 5-stufige Skala) gestimmt, sodass zum Spiel eines der beiden javanischen Tonsysteme jeweils ein eigenes Instrument benötigt wird. Es gibt drei unterschiedliche Stimmungen: celempung slendro, celempung pélog bem und celempung pélog barang. Die vierte Tonstufe fehlt bei der celempung, sodass sich für pélog bem in westlicher Notation die ungefähre Tonfolge D – E♭ – F – – A –B♭ ergibt und für pélog barang A – B♭ – C – – E – F. Die Tonlage ähnelt dem gender panerus, einem in Zentral- und Ostjava vorkommenden Metallophon, das eine Oktave höher gestimmt ist als das gender barung.

## Spielweise

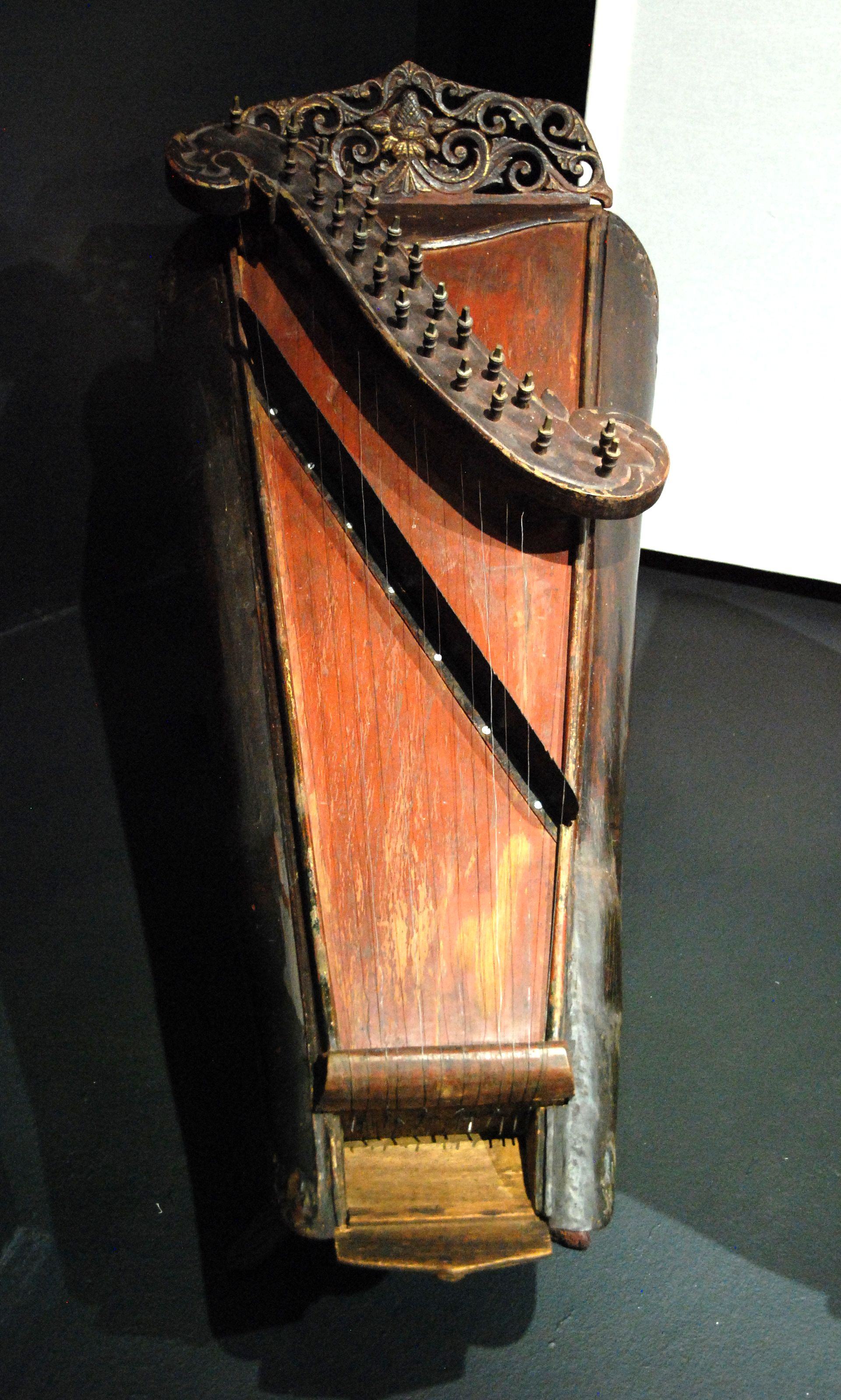
Celempung. Draufsicht in der Position des Musikers

Ein aus der höfischen Tradition stammendes, javanisches gamelan besteht aus einer Auswahl von Schlaginstrumenten, Saiteninstrumenten und der Flöte suling. Eine mögliche Einteilung der Instrumente erfolgt nach der Klangqualität in laut klingende Instrumente aus Bronze (Metallophone saron und slenthem, Gongreihe bonang) und in eine zweite Gruppe, die aus leise klingenden Instrumenten besteht. Hierzu gehören neben Gesangsstimmen rebab, suling, gender, das Trogxylophon gambang und das celempung. Jede dieser beiden Instrumentengruppen eines großen gamelan kann für sich auftreten und manchmal spielen beide mit den Gesangsstimmen zusammen.
Im Zusammenspiel sorgen die lauten Schlaginstrumente für den sich zyklisch wiederholenden, rhythmischen und melodischen Rahmen (balungan, melodisches Gerüst, das in einer einzelnen Melodielinie im Oktavabstand von mehreren Metallophonen gespielt wird), während die Stimmen und die leisen Instrumente, auch mit ihrer Fähigkeit, anhaltende Töne zu produzieren, die Hauptmelodie umspielen und den linear-musikalischen Fluss der Zeit gewährleisten. Dieses ausschmückende musikalische Element, bei dem eine gewisse Freiheit zur Improvisation besteht, heißt garap (wörtlich „arbeiten“) als Gegensatz zu balungan. Die celempung zählt zu den garap-Instrumenten. Sie spielt in derselben Geschwindigkeit wie das Xylophon gambang. Den Anfang und Ende einer Komposition, den Basisrhythmus und Tempoänderungen im Verlauf des Spiels bestimmen die Fasstrommeln kendang.
Nach ihrer Struktur werden die Kompositionen (gending) des gamelan in mehrere Gattungen unterschieden, beispielsweise ketawang, gangsaran, lancaran und ladrang. Die Schläge eines großen Gongs unterteilen ein Stück in Abschnitte (gongan) und die Länge dieser Abschnitte ist ein charakterisierendes Merkmal der musikalischen Gattungen. Bei der Gattung lancaran ertönt der Gongschlag nach 8 Grundschlägen oder Einzeltönen der Hauptmelodie, bei ketawang erfolgt der Gongschlag auf den 16. Grundschlag und beim ladrang auf den 32. Grundschlag oder Melodieton. Andere Schlaginstrumente unterteilen die gongan in kleinere Zeiteinheiten. Ketawang- und besonders ladrang-Kompositionen haben einen ruhigen, sich in die Länge ziehenden Verlauf und bieten mehr Raum für eine ornamentierende Ausgestaltung durch celempung und andere leise Instrumente.
Das zentraljavanische celempung wurde in Westjava übernommen. Celempungan ist ein sundanesisches Ensemble, das aus der namensgebenden Zither, einer Fasstrommel (kendang), einer Spießgeige (rebab), eventuell Buckelgongs und Gesang besteht. Es spielt das Repertoire des gamelan salendro, das neben dem gamelan degung das häufigste gamelan in Westjava darstellt. Als Begleitung einer weiblichen Gesangsstimme (kliningan) heißt das für nahezu jeden Zweck geeignete Ensemble gamelan salendro kliningan.